# أليس سيبولد
أليس سيبولد هي كاتبة أمريكية ولدت في 6 سبتمبر 1963.